# Aschenez
Aschenez est un personnage légendaire auquel est attribuée la fondation de la ville de Reggio de Calabre.
On l’identifie à Achkénaze, cité dans la Bible (Genèse 10: 2-3), fils de Gomère, donc arrière-petit-fils de Noé. Selon la tradition rabbinique, les Ashkénazes, une des deux principales branches du peuple juif, descendraient d’Achkénaze.
En effet, l’historien juif Flavius Josèphe affirme dans le premier livre des Antiquités juives qu'Aschenez, en vérité, donna naissance aux «Aschenazi» que les Grecs appellent aujourd’hui « Reggini. »
Ceci fut repris par saint Jérôme qui confirme dans ses Quaestiones hebraicae in Genesin que les « Reggini », appelés ainsi par les Grecs, étaient bien les descendants directs d’Aschenez, donc les Aschenazi.
De telles sources ont alimenté la légende selon laquelle les Grecs auraient simplement colonisé l'urbs a diluvio condita, la ville fondée à partir du déluge, par ce marchand juif (également à l’origine du bateau à rames), arrivé sur les rivages d’Italie trois générations après le déluge universel, c'est-à-dire lorsque les eaux qui avaient submergé les montagnes se furent asséchées. La ville aurait été fondée aux alentours de 2000 av. J.-C.. C’est à partir de cette légende que le nom d'Aschenez a été donné à l'une des rues du centre ville.